# Emmanuel Benítez
Emmanuel Alexis Benítez Castro (ur. 18 marca 1999) – meksykański zapaśnik walczący w stylu klasycznym. Zajął piętnaste miejsce na mistrzostwach świata w 2022 roku. 
Brązowy medalista igrzysk panamerykańskich w 2023 i piąty w 2019. Srebrny medalista igrzysk Ameryki Środkowej i Karaibów w 2023. Piąty na mistrzostwach panamerykańskich w 2023. Mistrz panamerykański juniorów w 2019 roku.